# Chick Corea
Armando Anthony Corea (Chelsea, Massachusetts, 12 de junio de 1941-Tampa, Florida; 9 de febrero de 2021), más conocido como Chick Corea, fue un prestigioso pianista, tecladista y compositor estadounidense de jazz, ganador de veinte premios Grammy.
En los años 1960, participó en el nacimiento del jazz fusión como miembro de la banda de Miles Davis, y se hizo conocido por su trabajo en dicho género durante la década de 1970. Creó el grupo Return to Forever con otros virtuosos hacia finales de 1971.
A lo largo de los años 1980 y 1990 prosiguió con sus colaboraciones con músicos como Gary Burton y Paco de Lucia. Junto con Herbie Hancock y Keith Jarrett, Corea es considerado uno de los más influyentes pianistas posteriores a Bill Evans y McCoy Tyner. Compuso varios estándares del jazz: Spain, 500 miles high, Armando's rhumba, La Fiesta y Windows.
Falleció el 9 de febrero de 2021 en su casa de Tampa (Florida) a los setenta y nueve años.

## Biografía
Corea empezó a tocar el piano a la edad de cuatro años; sus primeras influencias en el jazz fueron Horace Silver y Bud Powell. Fue adquiriendo experiencia tocando en las bandas de Sonny Stitt, Mongo Santamaría y Willie Bobo (1962-1963), Blue Mitchell (1964-1966), Herbie Mann, y Stan Getz. Su primera grabación como líder fue en 1966, Tones for Joan's Bones, y su álbum en trío en 1968 (con Miroslav Vitous y Roy Haynes) Now He Sings, Now He Sobs se considera ya un clásico.
Después de un breve tiempo con Sarah Vaughan, Corea formó parte del grupo de Miles Davis para reemplazar en forma gradual a Herbie Hancock, y permaneció con Davis durante un periodo muy importante de la banda (1968-1970). Persuadido por Davis, comenzó a tocar el piano eléctrico, y podría oírse en álbumes como Filles de Kilimanjaro, In a Silent Way, Bitches Brew y Miles Davis at the Fillmore.
Cuando dejó a Davis, Corea comenzó a tocar jazz de vanguardia con su grupo Circle, cuarteto con Anthony Braxton, Dave Holland y Barry Altschul. Lo hizo hasta finales de 1971, cuando de nuevo cambió su estilo eléctrico: al dejar Circle, tocó breve tiempo con Stan Getz. 
Luego formó Return to Forever, un grupo de jazz fusión, con Stanley Clarke, Joe Farrell, Airto Moreira y Flora Purim. En un año, Corea (con Clarke, Bill Connors, y Lenny White) convirtió RTF en un grupo que practicaba una fusión enérgica. Tras una breve estancia de Earl Klugh para las actuaciones, el guitarrista Al Di Meola sustituyó a Connors en 1974. Aunque la música del grupo tenía una fuerte inspiración roquera, sus improvisaciones eran jazzísticas, y el estilo de Corea podía reconocerse incluso entre toda la electrónica. Cuando RTF desaparece a finales de los 70s, Corea mantuvo el nombre para algunas actuaciones de big band al lado de Clarke. 
Durante los años siguientes, profundizó en el piano clásico con una gran variedad de planteamientos: giras a dúo con el vibrafonista Burton y con Hancock, un cuarteto con Michael Brecker, tríos con Miroslav Vitous y Roy Haynes, homenajes a Thelonious Monk, e incluso algo de música clásica.
En 1985, Corea formó un nuevo grupo, The Electric Band, integrado por el bajista John Patitucci, el guitarrista Scott Henderson (en el primer disco, luego reemplazado por Frank Gambale), el saxofonista Eric Marienthal y el baterista Dave Weckl. Para equilibrar su música, años más tarde formó su Akoustic Band con Patitucci y Weckl. A principios de los 90, Patitucci formó su grupo y el personal cambió, pero Corea continuó liderando interesantes grupos (incluido un cuarteto con Patitucci y Bob Berg). 
Durante 1996-1997, Corea formó parte de un quinteto estelar en el que estaban Kenny Garrett y Wallace Roney y que tocaba versiones actualizadas de composiciones de Bud Powell y Thelonious Monk, a la vez que mantenía un sexteto llamado "Origin", que incluía al contrabajista Avishai Cohen. 
Ha colaborado con Paco de Lucía, notablemente en los álbumes Touchstone (1982) y Zyriab (1990).
En 2001, el Chick Corea New Trio, con el bajista Avishai Cohen y el baterista Jeff Ballard, lanzaron el álbum Past, Present & Futures. El álbum de once canciones incluye sólo un estándar ("Jitterbug Waltz" de Fats Waller). El resto de las melodías son originales de Corea. Participó en Like Minds de 1998 con sus antiguos asociados Gary Burton en vibráfono, Dave Holland en bajo, Roy Haynes en batería y Pat Metheny en guitarras. 
Durante la última parte de su carrera, Corea también exploró la música clásica contemporánea. Compuso su primer concierto para piano - y una adaptación de su pieza insignia, "España", para una orquesta sinfónica completa - y la interpretó en 1999 con la London Philharmonic Orchestra. Cinco años después compuso su primer trabajo sin teclados: su String Quartet No. 1 fue escrito para el Orion String Quartet e interpretado por ellos en el Summerfest de 2004 en Wisconsin. 
Corea continuó grabando discos de fusión como To the Stars (2004) y Ultimate Adventure (2006). Este último ganó el premio Grammy al Mejor Álbum Instrumental de Jazz, Individual o en Grupo.
En 2008, la tercera versión de Return to Forever (Corea, Stanley Clarke, Lenny White y Al Di Meola) se reunieron para una gira mundial. La reunión recibió críticas positivas de jazz y publicaciones convencionales. La mayoría de las grabaciones de estudio del grupo fueron relanzadas en la compilación Return to Forever: The Anthology para coincidir con la gira. Un DVD de concierto grabado durante su actuación en el Festival de Jazz de Montreux fue lanzado en mayo de 2009. También trabajó en un CD en colaboración con el grupo vocal The Manhattan Transfer. 
Un nuevo grupo, Five Peace Band, comenzó una gira mundial en octubre de 2008. El conjunto incluía a John McLaughlin con quien Corea había trabajado anteriormente en las bandas de Miles Davis de finales de los 60, incluido el grupo que grabó el álbum clásico de Davis Bitches Brew. Junto a Corea y McLaughlin estaban el saxofonista Kenny Garrett y el bajista Christian McBride. El baterista Vinnie Colaiuta tocó con la banda en Europa y en fechas selectas de América del Norte; Brian Blade tocó en todas las fechas en Asia y Australia, y la mayoría de las fechas en América del Norte. 

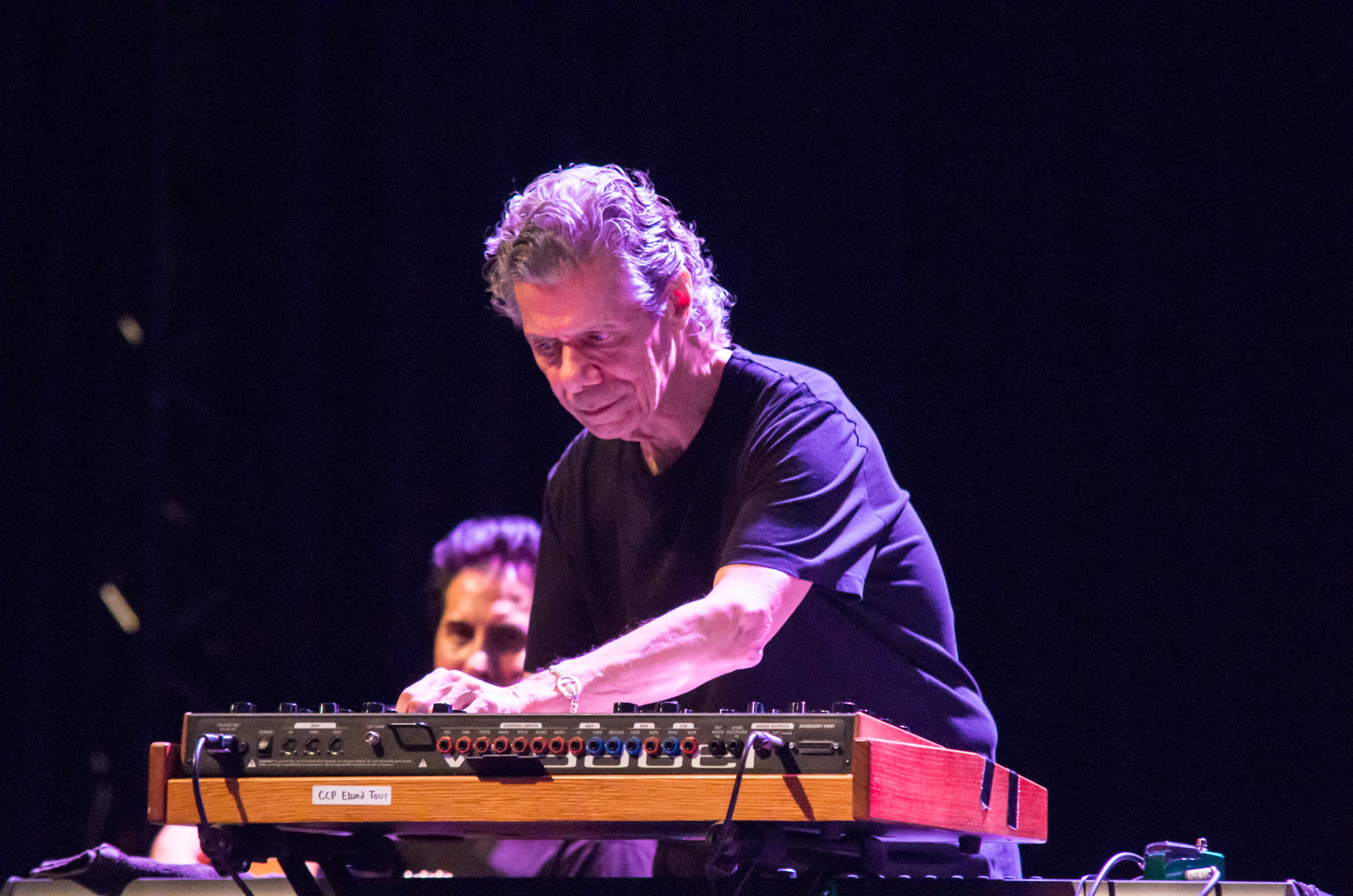
Chick Corea

El vasto alcance de la música de Corea se celebró en una retrospectiva de 2011 con Corea invitado a la Jazz at Lincoln Center Orchestra en el Lincoln Center for the Performing Arts; un crítico del New York Times elogió la ocasión: "El señor Corea estuvo magistral con los demás músicos, absorbiendo el ritmo y alimentando a los solistas. Sonaba como una banda, y el señor Corea no tenía necesidad de dominar; su autoridad era clara sin aumentar el volumen ". Una nueva banda, Chick Corea & The Vigil, presentó a Corea con el bajista Hadrien Feraud, Marcus Gilmore en la batería (continuando con su abuelo, Roy Haynes), saxofones, flauta y clarinete bajo del veterano de Origin Tim Garland, y el guitarrista Charles Altura. Corea celebró su 75 cumpleaños en 2016 tocando con más de 20 grupos diferentes en una serie de actuaciones durante seis semanas en el Blue Note Jazz Club en Greenwich Village, Nueva York. "Ignoro bastante bien los números que componen la 'edad'. Parece ser la mejor manera de hacerlo. Siempre me he concentrado en divertirme al máximo con la aventura de la música".
Falleció el 9 de febrero del 2021, a la edad de 79 años debido al cáncer.

## Discografía

### Solo y colaboraciones
- Tones for Joan's Bones (1966).
- Inner Space (1966).
- Now He Sings, Now He Sobs (1968).
- Is (1969).
- Sundance (1969).
- Filles De Kilimanjaro, por Miles Davis (1969).
- The Song of Singing (1970).
- Piano Improvisations Vol. 1 (1971).
- Piano Improvisations Vol. 2 (1971).
- The Leprechaun (1976).
- My Spanish Heart (1976).
- Land of the Midnight Sun, por Al Di Meola (1976).
- The Mad Hatter (1978).
- An Evening With Herbie Hancock & Chick Corea: In Concert (1978).
- Secret Agent (1978).
- Friends (1978).
- Electric Guitarist, por John McLaughlin (1978).
- Delphi I (1979).
- CoreaHancock (1978).
- Tap Step (1980).
- Live in Montreux (1981).
- Three Quartets (1981).
- Touchstone (1982).
- Trio Music (1982).
- Again & Again (1983).
- On two pianos (1983, con Nicolás Economou).
- The Meeting (1983, con Friedrich Gulda).
- Open Mind (1984. Con Jean-Luc Ponty)
- Children's Songs (1984).
- Fantasy for Two Pianos with Friedrich Gulda (1984).
- Voyage - with Steve Kujala (1984).
- Septet (1985).
- Trio Music Live in Europe (1987).
- Chick Corea Featuring Lionel Hampton (1988).
- Play (1992, con Bobby McFerrin).
- Seabreeze (1993).
- Expressions (1993).
- The Best of Chick Corea (1993).
- Time Warp (1995).
- The Mozart Sessions (1996, con Bobby McFerrin).
- Remembering Bud Powell (1997).
- Like Minds (1998, Gary Burton, Chick Corea, Pat Metheny, Roy Hanes, Dave Holland).
- Solo Piano - Originals (2000).
- Solo Piano - Standards (2000).
- New Trio: Past, Present & Futures (2001).
- Selected Recordings Chick Corea: rarum III (2002).
- Rendezvous In New York (2003).
- The Ultimate Adventure (2006).
- The Enchantment (2007, con Béla Fleck).
- Duet (2009, con Hiromi Uehara).
- Orvieto (ECM, 2011) con Stefano Bollani
- Forever (2011).
- Further Explorations (2012) con Eddie Gomez y Paul Motian
- Hot House] (2012) con Gary Burton
- The Vigil (2013) con Hadrien Feraud, Marcus Gilmore, Tim Garland y Charles Altura
- Trilogy (2013) (Universal, 3CD en vivo).

### ConGary Burton
- Crystal Silence (1972).
- Duet (1979).
- In Concert, Zürich (1980).
- Lyric Suite for Sextet (1982).
- Native Sense - The New Duets (1997).

### ConCircle
- Circulus (1970).
- Early Circle (1970).
- Circle Gathering (1970).
- Circle Live in Germany (1970).
- ARC (1970).
- Circle - Paris Concert (1971).

### ConReturn to Forever
- Return to Forever (1972).
- Light as a Feather (1972).
- Hymn of the Seventh Galaxy (1973).
- Where Have I Known You Before (1974).
- No Mystery (1975).
- Romantic Warrior (1976).
- MusicMagic (1977).
- RTF Live (1978).

### Chick Corea Elektric Band
- Chick Corea Elektric Band (álbum)|Chick Corea Elektric Band (1986).
- Light Years (álbum de Chick Corea)|Light Years (1987).
- Eye of the Beholder (álbum)|Eye of the Beholder (1988).
- Inside Out (álbum)|Inside Out (1990).
- Beneath the Mask (1991).
- Elektric Band II: Paint the World (1993).
- To the Stars (2004).

### Chick Corea & Origin
- Live at The Blue Note (1998).
- A Week at The Blue Note (1998).
- Change (álbum)|Change (1999).
- Crea Concerto (1999).

### Chick Corea's Akoustic Band
- Chick Corea Akoustic Band (1989).
- Alive (1991).
- Live from Blue Note Tokyo (2000).
- Summer Night - live

### Con Five Peace Band
- Five Peace Band Live (2009). John McLaughlin, Christian McBride, Kenny Garrett y Brian Blade.

- Filles De Kilimanjaro, por Miles Davis, (Columbia, 1969).
- Land of the Midnight Sun, por Al Di Meola, (Columbia, 1976).
- Electric Guitarist, por John McLaughlin, (Columbia, 1978).
- The Best of Chick Corea, por Chick Corea, (EMI/Blue Note, 1993).